# Леся Степовичка
Олександра Несторівна Булах, у шлюбі Шуманн (*21 травня 1952), відома як Ле́ся Степовичка, — українська поетеса, перекладачка, прозаїкиня, есеїстка. Членкиня Національної спілки письменників України та Національної спілки журналістів України. Заслужений працівник культури України. Учасниця Євромайдану.

## Життєпис
Олександра Булах народилася 21 травня 1952 року в селі Петриківці Царичанського району на Дніпропетровщині. Закінчила українську школу-інтернат № 1 м. Дніпропетровська. Працювала швачкою, робітницею на заводі. У 1976 році з відзнакою закінчила романо-германське відділення (стаціонар) філологічного факультету Дніпропетровського державного університету та аспірантуру при кафедрі німецької мови ДДУ. Спеціальність — філолог-германіст. Авторка кандидатської дисертації з германістики. Тривалий час викладала на кафедрі німецької мови ДДУ й на кафедрі іноземних мов Дніпропетровського металургійного інституту Закінчила курси гідів-перекладачів (1998). У 1989—1999 працювала перекладачкою в Україні, ФРН, Австрії, Люксембурзі, Бельгії. У 1994—1995 роках проживала в Берліні з чоловіком Міхаелем Шуманном. 
Членкиня Національної Спілки письменників України та Національної Спілки журналістів України.
У 2002—2012 роках — голова правління Дніпропетровської обласної письменницької організації НСПУ, членкиня Ради та Президії НСПУ (Київ).
Квітень 2012 — квітень 2013 рр. — завідувачка літературною частиною Дніпропетровській філармонії.
З 2013 р. — провідна фахівчиня Центру культури української мови ім. О.Гончара НТУ Дніпровська політехніка, викладачка кафедри філології та мовних комунікацій.
Членкиня Всеукраїнського Жіночого товариства імені Олени Теліги.
Заступниця голови Дніпропетровської обласної організації Всеукраїнської ГО Українсько-австрійське товариство «Галіція».
Членкиня Всеукраїнської громадської організації німців «Відродження».
Членкиня громадської організації «Петриківське земляцтво».
Голова Дніпровської філії Всеукраїнської громадської організації "Союз українок".

## Творчість
Авторка книг поезії «Галатея» (1998), «П'ємонт — недалеко» (1998), «Стоим на звёздном сквозняке» (2002), «Медитації пташиного крила» (2003), «Осінні люди» (2015), публіцистичного роману-есе «Rara avis» («Біла ворона», 2000), роману «Шлюб із кухлем пільзенського пива» (українською мовою, 2007; російською мовою, 2008), книги поезії та прози «Стернею долі» (2007), двотомника прози «Німці в городі» (2012, 2016), книг поезії і прози "І со духом Твоїм" (2015), "Осінні люди" (2015), "Зачарований світ" (2018), "За Україну, за Дніпро. 2014-2019..."(2019), "Могилів наш козацький"(2020), "Славутич-ансамбль козацької слави" (2021),  “Перезавантаження серця” (2022), "Serce w niewoli" (2022) ін. 
Переклала німецькою книгу казок О. Крилова «рос. Кот Василий» («нім. Kater Basilio», 2001).
Книжка філософської та інтимної лірики “Перезавантаження серця” (“Український письменник”, Київ, 2022) 
Авторка-упорядниця книг "Дніпровська філармонія. Гроно талантів, сузір'я особистостей» (2013), "За Україну, за Дніпро" (2019), "Могилів наш козацький"(2020), "Славутич - ансамблю козацької слави" (2021). 
Твори Лесі Степовички увійшли до Всеукраїнських альманахів «Україна — твоя Батьківщина», «Калинове серце», «Слово, твоя Батьківщина», до книги «Посмішка чорного кота. Збірник. Гобі. Забобони. Анекдоти». (Київ: Ярославів Вал, 2011), "Шість соток на Парнасі. Анекдоти. Рецепти. Про себе. (Київ: Ярославів Вал, 2012), «Курйозіада (Це справді зі мною було). Курйози. Анекдоти. Рецепти» (Київ: Ярославів Вал, 2012), до поетичної антології «Луни серця. Любовна лірика ХХ-го століття» та "Львів у серці січославців", "Артелен" та ін.
Авторка проєкту, голова редакційної колегії та упорядниця книги нарисів та есеїв «Слово про літературу та письменників Придніпров'я», Дніпропетровськ, 2005, ISBN 966-401-001-4, 538 з, іл.
Авторка проєкту та співупорядниця книги «Шевченкіана Придніпров'я», Дніпропетровськ, 2008, ISBN 978-966-348-146-3, 438 с., Іл.
«Таємниця Олександра Билінова» (2009), «Микола Сарма-Соколовський. Услонці» (2011), «Микола Головко. Зелена врода» (2013), «Ирина Никитина (Безрукова). Избранное»(2014). Співупорядниця (з Олександром Ратнером і Миколою Чабаном) книги «І поліг наш народ, наче скошене жито. Голодомор на Дніпропетровщині 1932—1933 років», Дніпропетровськ, 2008, ISBN 978-966-348-169-2, 630 с. , іл., спільно з Іриною Прокопенко книги «Сяєво Жар-птиці. Антологія літератури для дітей та юнацтва Придніпров'я (1883—2012)», Дніпропетровськ, 2009 (видання перше). Дніпропетровськ, 2012 (видання друге), спільно з В. Галацькою та М. Марфобудіновою книги «Клавдія Фролова. Я воскресну!» (2013). 
Пише українською мовою. Вірші перекладено польською, німецькою, російською мовами та івритом. Друкувалася в ЗМІ Австралії, США, Чехії, Ізраїлю, Польщі.
Друкувалася в журналах та альманахах «Київ», «Дзвін», «Січеслав», «Літературний Чернігів», «Воля і Батьківщина», «Перехід-IV», «Світ дитини», «Бористен», «Кур'єр Кривбасу», «Вітчизна», «Ятрань», «Соборність», «Лель», «Носоріг літературний», «Море», «Україна», «Золота пектораль», «Березіль», «Буковинський журнал», «Рідний край», «Слово жінки», «Литературный Иерусалим», "Артелен", в газетах «Літературна Україна», «Кримська світлиця», "Українська літературна газета", «Вільна думка», «Літературний Крим», «Слово Просвіти», Okolica Poetow та ін.
Засновниця (2004) і головна редакторка літературно-мистецького журналу-квартальника «Січеслав» (2004—2012). Всього вийшло 32 числа. 
Авторка текстів, покладених на музику композиторами А. Переверзєвим, В. Ярцевим, Т. Хом'яком, І. Тищенком, Валентиною Бронзею, Наталею Серебряною, М. Дяченко, Оленою Швець-Васіною, Галиною Виставною, Ю. Кутєповим (Борсуком), В. Каліновським, Іриною Римбальською, М. Медведері  та ін. Найвідоміші з них «Гімн українському Тризубу» (муз. А. Переверзєва), (муз. В. Ярцева), який мав успіх на сценах Львова, Дніпропетровська, Києва, Сіднея, «Гімн Дніпропетровщини» (муз. А. Переверзєва), (муз. Ю. Кутепова), який виконують хорові колективи Дніпропетровщини та України, "Пісня про Петриківку", (муз Ю. Борсука), "Гімн полку «Дніпро-1»(муз. Т. Хом'яка), "Твоє кохання" (муз. Ірини Римбальської).
Моновистава «Свято солодкої лободи» за одноіменною новелою йшла у Дніпровському театр ім. Т.Шевченка та Мукачівському драмтеатрі.

### Премії та конкурси
- Дипломантка літературного конкурсу ім. О. Гончара журналу «Бористен» (номінація «Публіцистика», 1997) і (номінація «Художній переклад», 2001).
- Дипломантка Другого Всеукраїнського книжкового Форуму у Тернополі (номінація «Найкращий політичний портрет», за роман-есе "Біла ворона", 2004).
- Лауреатка обласних літературних премій:
  - імені Івана Сокульського (номінація «Поезія», 2004),
  - імені Валер'яна Підмогильного (номінація «Проза», 2004),
  - Премія імені Дмитра Кедріна (номінація «Поезія», за збірку поезій "Стоим на звездном сквозняке", 2008),
- Всеукраїнських премій:
  - «Благовіст» (номінація «Проза», за роман "Шлюб із кухлем пільзенського пива", 2009);
  - Премія імені Володимира Короленка (номінація «Найкраща книга в Україні російською мовою», 2009),
- Міжнародна літературна премія імені Івана Кошелівця (за цикл поезій «Паломництво», 2010, Ізраїль).
- Премія ім. Романа Федоріва (номінація «За найкращу публікацію прози в журналі „Дзвін“ (2012 р.).
- Міжнародна літературна премія "Сад божественних пісень" ім. Григорія Сковороди за 2-томник прози "Німці в городі" та багатолітнє редагування літературного часопису "Січеслав" (2020)[10]
- Міжнародна літературно-мистецька премія ім. Пантелеймона Куліша за видатну просвітницьку, наставницьку, перекладацьку і літературознавчу діяльність та за книги "За Україну, за Дніпро. 2014-2019...", "Могилів наш козацький" і "Славутич" - ансамбль козацької слави" (2021).
- Дипломантка конкурсу «Світоч Придніпров'я» у номінації «Найкращий діяч культури Придніпров'я-2008».
- Дипломантка міського конкурсу «Сузір'я муз Дніпропетровська» (номінація «Найкраще видання» за книгу «Сяєво Жар-птиці», 2012).

### Нагороди та грамоти
- Почесними відзнаками Національної Спілки письменників України (2004, 2008, 2019)
- Почесна відзнака Міністерства культури і туризму України «За досягнення в розвитку культури і мистецтва» (2003),
- Почесна грамота та іменний годинник Київського міського голови (2003),
- Подяка Президента України (2005),
- Медаль Національного гірничого університету «За заслуги» (2007),
- Почесна грамота Міністерства культури і туризму України «За значний особистий внесок у створення духовних цінностей та високу професійну майстерність» (2009),
- Почесна грамота Голови Дніпропетровської обласної ради «За значний внесок у розвиток літературного процесу Придніпров'я, високий професіоналізм, активну громадську діяльність та у зв'язку з 75-річчям з дня заснування Дніпропетровської організації Національної Спілки письменників України» (2009)
- Почесна грамота голови Дніпропетровської облдержадміністрації «За плідну і чесну працю, високий професіоналізм, творчий пошук та ініціативу в роботі, і у зв'язку зі святкуванням 20-ї річниці Незалежності України» (2011),
- Грамота голови управління освіти і науки Дніпропетровської облдержадміністрації «За плідну роботу з естетичного виховання підростаючого покоління, активну участь у проведенні обласних конкурсів юних літераторів „Собори наших душ“ і в зв'язку з 80-річчям Дніпропетровської області» (2012).
- Грамота Всеукраїнського товариства імені Олени Теліги «За активну громадянську позицію, за самопожертву в ім'я України» (2006),
- Грамота Всеукраїнського товариства «Просвіта» ім. Тараса Шевченка "За вагомий особистий внесок у справу будівництва і зміцнення Української держави та з нагоди 140-річчя Товариства «Просвіта»,
- Подячний диплом Ліги українських меценатів «За високу громадянську позицію, виховання у молоді почуття патріотизму та любові до рідної мови, за допомогу в проведенні конкурсу імені Петра Яцика на Дніпропетровщині» (2011),
- Грамота НСПУ за вагомий особистий внесок у літературу, активну участь у громадському житті та у зв'язку з ювілеєм (2012),
- Медаль Міністерства освіти, науки та спорту України «Знак подяки НГУ» (2012).
- Нагороджена як активна учасниця Євромайдану нагородою Дніпропетровської обласної ради "Річниця революції гідності" (2017)
- Почесна відзнака Святої Праведної Анни III ступеня "За вагомий внесок у справу відродження духовності та патріотичного виховання молоді незалежної України" (2018)
- Медаль НТУ Дніпровська політехніка "За відданість університету" (2019).
- Заслужений працівник культури України (2007).[11]
- Відзнака Президента України — ювілейна медаль «25 років незалежності України»(2016).[12]
- Стипендіатка Президента 2018-2020 рр. за видатні досягнення в області української літератури[13]
- Орден Святого рівноапостольного князя Володимира III ступеня "За заслуги перед Помісною Українською Православною Церквою та побожним народом" (1921)
- Нагороджена Почесною ювілейною відзнакою НСПУ (2021)

## Згадки у ЗМІ
- Леся Степовичка: «І яскраві квіти, й колюче терня…» \\17.09.2020
- Встреча с Лесей Степовичкой состоится в музее истории Каменского \\12.04.2017(рос.)

- Зна ворушливі вірші та відверта розмова \\22.02.2019
- Свято солодкої лободи (Дніпровський театр ім. Т.Г.Шевченка) квитки на 27.11.2021 р. 17:00
- Культура Live. Авансцена. До 85-х роковин Голодомору 1932-33 років у Дніпрі. прем’єра "Свято солодкої лободи". Говоримо з головним режисером театру, заслуженим діячем мистецтв Анатолієм Канцедайлом. \\07.02.2019
- Ігор Павлюк ТРИ ВИЛЬОТИ БОРИВІТРА або СПРОБА ПЕРЕДМОВИ ДО ЛЕСІ СТЕПОВИЧКИ

Примітки
1. 1 2  Леся Степовичка: Література – не спортмайданчик, а квітуча Божа галявина, де для кожної квітки порівну світить сонце. bukvoid.com.ua. Архів оригіналу за 21 травня 2021. Процитовано 21 травня 2021.
2. 1 2  Леся Степовичка. НТУ «Дніпровська політехніка». Архів оригіналу за 21 травня 2021. Процитовано 21 травня 2021.
3. ↑  Про заснування регіональних стипендій провідним діячам культури і мистецтв Дніпропетровської області - ДніпроОДА. adm.dp.gov.ua (ua) . Архів оригіналу за 21 травня 2021. Процитовано 21 травня 2021.
4. ↑  Підгола, Юлія (18 вересня 2020). У Дніпрі відбудеться презентація нової книги Лесі Степовички. Суспільне | Новини (укр.). Архів оригіналу за 21 травня 2021. Процитовано 21 травня 2021.
5. ↑  нова книжка Лесі Степовички “Перезавантаження серця”. litgazeta.com.ua. 14.02.2022.
6. ↑  Степовичка Л. Н. Могилів наш козацький. – Дніпро: ЛІРА, 2020.– 332 с. іл. – ISBN 978-966-981-355-8  [Архівовано 21 травня 2021 у Wayback Machine.]
7. ↑  часопис січеслав/редакція. www.sicheslav.porogy.org. Архів оригіналу за 21 травня 2021. Процитовано 21 травня 2021.
8. ↑  Моноспектакль “Свято солодкої Лободи” \\24.01.2019. Архів оригіналу за 23 вересня 2020. Процитовано 31.05.2023.
9. ↑  У Мукачеві представлять моновиставу «Свято солодкої лободи» \\ 19.11.2020. prozahid.com. Процитовано 31.05.2023.
10. ↑  Известная днепровская писательница Леся Степовичка получила престижную литературную премию. dv-gazeta.info (рос.). Процитовано 20.08.2020.
11. ↑  Указ Президента України № 163/2007 від 2 березня 2007 року «Про відзначення державними нагородами України». Архів оригіналу за 21 вересня 2016. Процитовано 6 лютого 2013.
12. ↑  Указ Президента України № 336/2016 від 19 серпня 2016 року. Архів оригіналу за 8 вересня 2016. Процитовано 9 вересня 2016.
13. ↑  Про призначення державних стипендій видатним діячам культури і мистецтва. Офіційний вебпортал парламенту України (укр.). Процитовано 21 травня 2021.